# O Casaco Encantado
O Casaco Encantado é uma peça teatral infantil, escrita por Lúcia Benedetti em 1948

## Sinopse
O Casaco Encantado tem sua história narrada por uma vovó que se intromete o tempo todo na trama e conta as peripécias de um reino muito distante, onde os alfaiates João e José, para não correrem o risco de perderem suas cabeças, são obrigados a costurarem um casaco para o Rei. O problema estaria facilmente resolvido se não fosse a visita inesperada do Mágico, que faz a história mudar de rumo e envolve personagens hilários como uma princesa, ex-aprendiz de feiticeira, um relógio que faz seu próprio tempo, a mulher que apanha do marido e um ministro bajulador.
Esta peça, escrita em 1948, lançou as bases da dramaturgia infantil brasileira e marcou a estreia da atriz Marília Pêra nos palcos, no gênero teatro infantil, no pequeno papel de pajem do rei.